# Sympistis sectilis
Sympistis sectilis là một loài bướm đêm thuộc họ Noctuidae. Nó được tìm thấy ở Bắc Mỹ, bao gồm Texas.
Sải cánh dài 22–24 mm.